# Har Kidumim
Har Kidumim (hebrejsky: הר קדומים, též označováno הר הקפיצה, Har ha-Kfica, arabsky: جبل القفزة, Džebel Kafca) je vrch o nadmořské výšce 397 metrů v severním Izraeli, v Dolní Galileji.

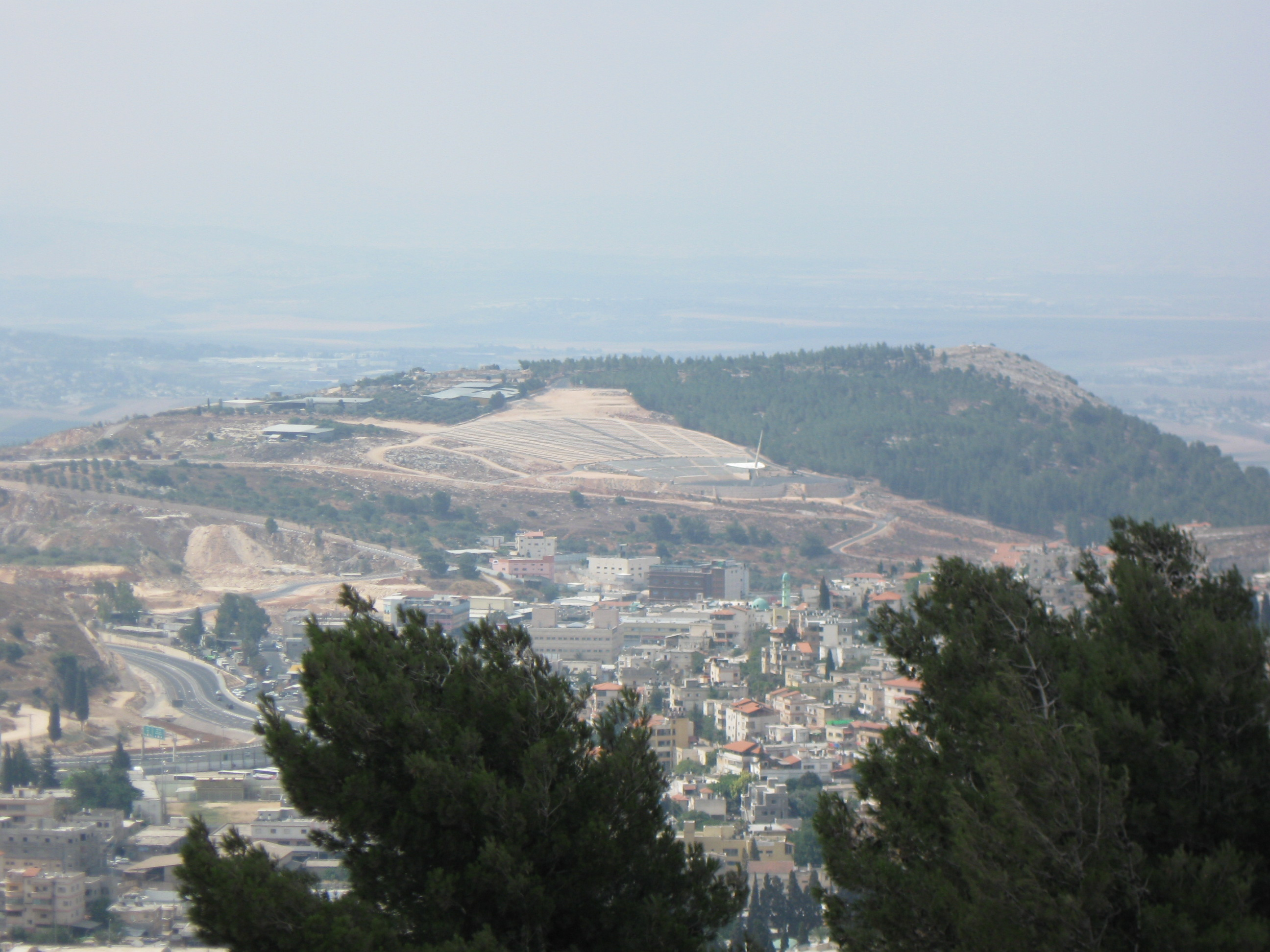
Hora Har Kidumim od severu, z prostoru města Nazaret

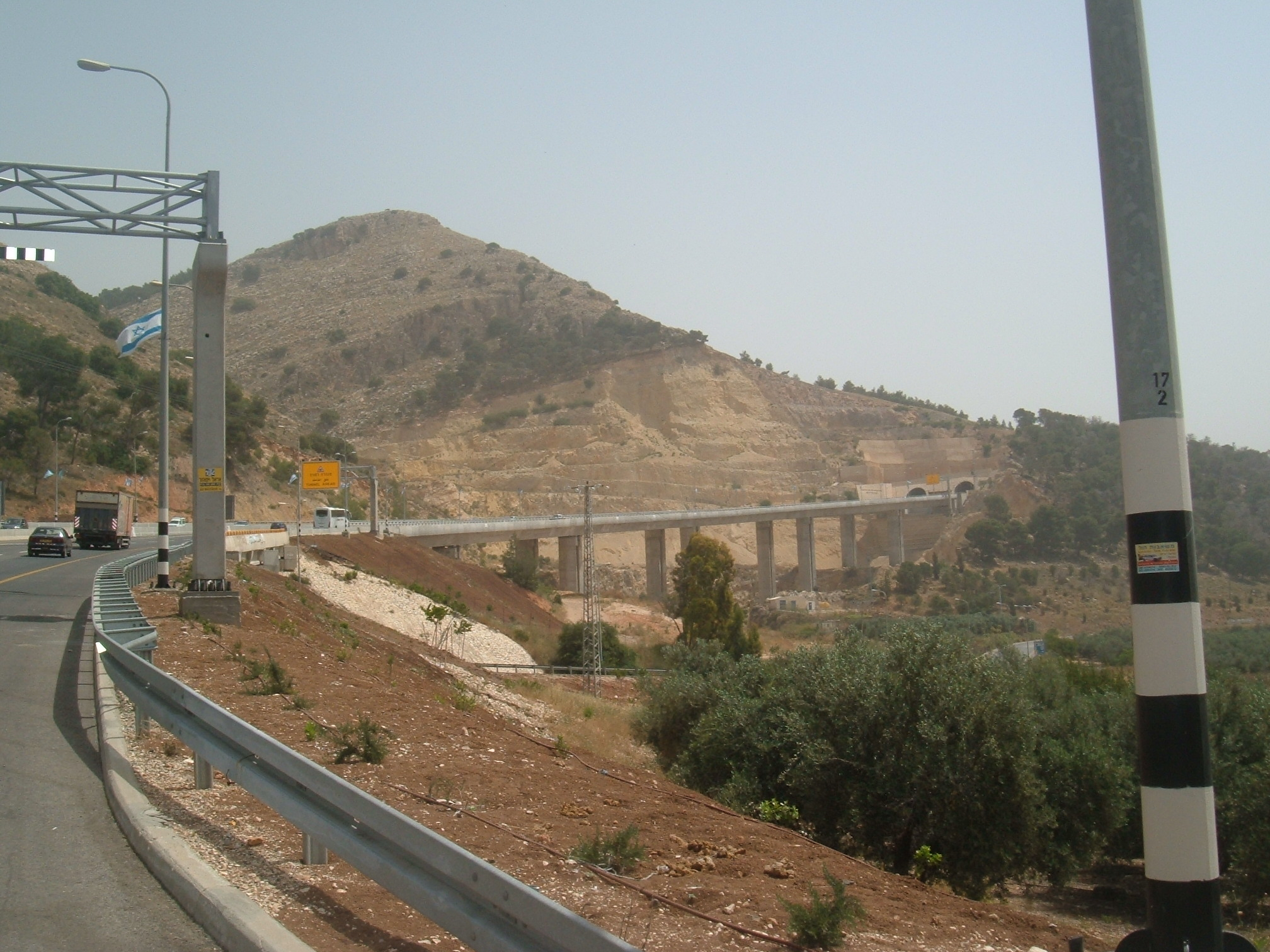
Nový úsek dálnice číslo 60 skrz horu Har Kidumim

Leží 2,5 kilometru jižně od centra Nazaretu. Má podobu výrazného návrší, které tvoří jižní okraj vysočiny Harej Nacrat. Na jižní straně terén prudce klesá do rovinatého a zemědělsky využívaného Jizre'elského údolí, respektive do jeho severovýchodní části nazývané též Bik'at Ksulot. Do tohoto údolí stéká po západním okraji vrchu v hlubokém údolí vádí Nachal Mizra. Na východ od hory pokračuje výrazná terénní stěna pohoří Harej Nacrat směrem k další hoře Har Ksulot. Na sever od vrcholku se terén jen mírně vlní v náhorní planině, která je zaplněna aglomerací Nazaretu.
Vlastní svahy hory Har Kidumim jsou nezastavěné a zčásti i zalesněné. Skrz jihovýchodní část vrchu vede od roku 2008 nový tunelový úsek dálnice číslo 60. V jeskyni Ma'arat Kidumim (מערת קדומים) zvané též Kafca archeologové objevili během 20. století cenné pozůstatky prehistorického člověka. Hora je turisticky využívaná. Má rovněž náboženský význam coby součást života Ježíše a s ním spojené křesťanské tradice. Zmiňuje se totiž v Bibli, v Evangeliu podle Lukáše 4,29: „Vstali, vyhnali ho z města a vedli ho až na sráz hory, na níž bylo jejich město vystavěno, aby ho svrhli dolů. On však prošel jejich středem a bral se dál“